# تامییو کوساکاری
تامییو کوساکاری (به ژاپنی: 草刈 民代، Tamiyo Kusakari) (زادهٔ ۱۰ مهٔ ۱۹۶۵) هنرپیشه و بالرین اهل ژاپن است.